# コンチネンタル・キッズ
コンチネンタル・キッズは、1981年に京都で結成された日本のパンク・ロック・バンド。

## 来歴
1981年、元SSのシノヤン（篠田純）(ギター)、タカミ(ドラムス)、ラン子(ベース)、ツキイズミ (ヴォーカル)の4人で、京都で結成される。
1984年に、自らが主宰するインディーズ・レーベル「BEAT CRAZY」より、1st.シングル『ちくしょう/JHONNY GUN 』を発表。BEAT CRAZYは元々はライブの企画団体であり、1980年代の京都～関西のシーンの活性化に一役買った。
時代的にはハードコア・パンクの波が押し寄せていたが、当時の音楽性はミッド・テンポのパンク・ロックで、1970年代のロック全般も吸収していた。
1985年に『FINAL SIDE/LIVING DEAD』、1986年に『POWER & PRIDE』とシングルをリリース。
ヴォーカルがアキラになってから、ハードコア・パンク的な速い曲が増え、1988年に1st.アルバム『OUTLAW IS A NICE GUY』、1989年に2nd.アルバム『NOWHERE GYPSY'S』、
1990年に3rd.アルバム『DEMOCRACY FREAKOUT』と立て続けに発表。
さらに1991年には、アルケミーレコードからセルフ・カバー・アルバム『GRAND PUNK RAILROAD』を発表するが、同年に活動を停止。
また、シノヤンと共にバンドの中心メンバーだったラン子は自らのバンドであるスペルマでも活動していたが、1997年11月、子宮癌のために他界。44歳だった。シノヤンはコンチネンタル・キッズ以外に、全力オナニーズでドラムを叩いている。

## メンバー
- シノヤン(ギター)
- タカミ(ドラムス)
- ラン子(ベース)
- ツキイズミ (ボーカル)
- KITCHI(ギター)
- アキラ (ボーカル)

## ディスコグラフィー
シングル
- 「ちくしょう/JHONNY GUN」（1984） ※7インチEP
- 「FINAL SIDE/LIVING DEAD」（1985） ※7インチEP
- 「POWER & PRIDE」（1986） ※8インチEP

アルバム
- 「OUTLAW IS A NICE GUY」（1988）
- 「NOWHERE GYPSY'S」（1989）
- 「DEMOCRACY FREAKOUT」（1990）
- 「GRAND PUNK RAILROAD」（1991）

オムニバス・アルバム
- 「WE ARE BEAT CRAZY」（1986）